# Бедные люди
«Бе́дные лю́ди» (рус. дореф. «Бѣдные люди») — дебютный роман русского писателя Фёдора Достоевского, его первое оригинальное произведение. Написан в 1844—1845 годах, был впервые опубликован (с авторским жанровым подзаголовком «роман») 21 января 1846 года в альманахе «Петербургский сборник» под редакцией Николая Некрасова. Впоследствии Достоевский, прислушавшись к критикам первого издания, три раза возвращался к доработке произведения — в 1847, 1860 и 1865 годах.

## История создания
Некоторые исследователи полагали, что замысел будущего романа возник у писателя во время учёбы в Инженерном училище. По мнению А. И. Савельева, ротного офицера Инженерного училища, Достоевский «начал писать <…> роман ещё до поступления своего в училище», в котором по ночам продолжал работу. Сам же Достоевский в 1877 году в «Дневнике писателя» дважды отметил, что работу над романом начал «вдруг», «в начале зимы» 1844 года. При этом не сохранилось каких-либо письменных подтверждений обратного ни в письмах Достоевского, ни в мемуарах его окружения начала 1840-х годов. Первым письменным свидетельством является его письмо к старшему брату от 30 сентября 1844 года.
По мнению Георгия Фридлендера, работу над романом писатель начал в январе 1844 года. До этого Достоевский занимался переводом «Евгении Гранде» Оноре де Бальзака. До 1844 года Достоевский испытывал сильное влияние романтической эстетики, для которой характерны «возвышенные» образы и сюжеты, а также лирически приподнятый, эмоциональный стиль. В то время как «Бедные люди» — реалистический социальный роман с заметным отпечатком гоголевских традиций и воздействия идей «натуральной школы» 1840-х годов. В январском номере «Дневника писателя» 1877 года автор отметил, что начал свой роман «вдруг», резко изменив свои прежние планы. Весной 1844 года о работе над романом, о котором ещё «никто не знал», Достоевский рассказал Константину Трутовскому, который позже упомянул этот факт в своих мемуарах.
Только осенью 1844 года Достоевский решил рассказать о своей работе старшему брату Михаилу. В письме от 30 сентября он сообщает: «У меня есть надежда. Я кончаю роман в объёме „Eugenie Grandet“. Роман довольно оригинальный. Я его уже переписываю, к 14-му я наверно уже и ответ получу за него. Отдам в „Отечественные записки“ <…>. Я бы тебе более распространился о моем романе, да некогда…».
Первая редакция была закончена ещё в ноябре 1844 года, после чего была переработана в декабре. Вторая редакция была произведена в феврале—марте 1845 года, после чего роман ещё был переписан начисто. К 4 мая 1845 года роман был закончен. Писатель собирался отдать рукопись романа в литературный журнал «Отечественные записки», а позднее издать отдельно.
7 июня 1845 года Николай Некрасов отдал рукопись романа цензору Александру Никитенко, попросив просмотреть роман хотя бы к сентябрю. Однако 8 октября 1845 года в письме к брату Достоевский писал, что роман до сих пор не был рассмотрен: «Такой невинный роман таскают, таскают, и я не знаю, чем они кончат». Некрасов после принятия романа в литературном кругу обещал заплатить за него 250 рублей серебром вместо 150, обещанных ранее. 12 января 1846 года Санкт-Петербургский цензурный комитет разрешил печать романа. 21 января 1846 года роман «Бедные люди» был впервые напечатан в «Петербургском сборнике».

## Сюжет
Роман представляет собой сорок девять писем, которыми обменялись Макар Девушкин и Варвара Доброселова. В начале апреля Макар Девушкин в письме к Вареньке рассказывает о новой комнате, в которую он переехал. Комната представляет собой отгороженную часть общей кухни, но для бедного титулярного советника главное, что она дешёвая и располагается напротив квартиры Вареньки. В течение оставшейся весны сожалеет о прошлой квартире и описывает новых соседей по квартире, отмечая мичмана, связанного с литературой Ратазяева и крайне бедного чиновника Горшкова с семьёй. Девушкин убеждает Вареньку, что у него всё в порядке с деньгами, посылает ей сладости и цветы в горшках. Варенька упрекает его за растрату денег на подарки, подрабатывает шитьём, интересуется жизнью Девушкина. Часто болеет.
В начале июня Варенька вместе с письмом посылает свой дневник с записями о прошлом. В нём рассказывается о детстве девушки, прошедшем в провинции, вынужденном переезде её семьи в Петербург, учёбе в пансионе, смерти отца, жизни у Анны Фёдоровны. После смерти отца кредиторы отобрали у них с матерью дом, денег тоже не осталось. В итоге их приютила дальняя родственница помещица Анна Фёдоровна. Однако, убедившись в их беспомощности, помещица стала попрекать беспомощностью и своими благодеяниями. В это же время Варенька заводит дружбу со студентом Покровским, жившим у Анны Фёдоровны. Но тот внезапно умирает. На чём заканчиваются записки о прошлом Вареньки.
После прогулки на острова Варенька сильно простудилась и не могла работать. Девушкин продаёт новый вицмундир и берёт жалованье вперёд, чтобы помогать Вареньке, но не признаётся в этом. В то же время рассказывает о себе, о своей тридцатилетней честной службе маленького человека, которого невзлюбили окружающие. Варенька думает пойти в гувернантки, но Девушкин её от этого отговаривает. В июле Варенька узнаёт, что Девушкин тратил на неё последние деньги, ей становится стыдно, она не хочет быть обузой. Макар Девушкин читает «Станционного смотрителя» Пушкина, сопоставляет себя со смотрителем и всеми силами удерживает Вареньку от того, чтобы идти в гувернантки. Прочитав «Шинель» Гоголя, чиновник возмущается, узнав себя в главном герое. Узнав, что кто-то сватался к Вареньке, Девушкин четыре дня пьянствовал, отправился к этому офицеру, чтобы объясниться, но его спустили с лестницы. Варенька переживает за него, просит не падать духом и передаёт деньги для погашения долгов.
В августе финансовое положение становится ещё хуже. Девушкин пытается занять денег, но без заклада ему отказывают. К Вареньке приходит дядя сватавшегося офицера, тоже со странными предложениями. Варенька полагает, что они узнали про неё от Анны Фёдоровны. Несмотря на своё положение, Варенька передаёт копейки Девушкину, но упавший духом чиновник их пропивает, за что ему становится очень стыдно. В сентябре всё меняется. В начале месяца Девушкин отдаёт последние копейки Горшкову, так как тому нечем кормить семью. В результате ошибки Девушкина вызывают к начальнику, тот выругав чиновника, обратил внимание на его внешний вид и дал сто рублей. Девушкин счастлив и всем рассказывает о великодушии начальника. В это же время оправдывают Горшкова, который был под судом. Тот переволновался от радости и умер. К Вареньке сватается Быков. Ему нужен наследник, чтобы лишить наследства племянника. Варенька долго думает и в итоге соглашается, размышляя, что от счастья не нужно бегать. Девушкин задаётся вопросом, как же он останется без Вареньки, пытается отговорить девушку, одновременно помогает готовиться к свадьбе и отъезду в деревню. 30 сентября Варенька уезжает.

## Персонажи
Главные герои романа — пожилой чиновник Макар Алексеевич Девушкин и девушка-сирота Варвара Алексеевна Доброселова — представляют собой Вертера и Лотту из романа «Страдания юного Вертера» Гёте, помещённых в нищую петербургскую жизнь под воздействием идей русской и западноевропейской демократической и социалистической мысли, а также творчества Гоголя и публицистики Белинского.

### Прочие
Помимо Макара и Вареньки в романе изображены и другие «бедные люди». Это и студент Покровский, и его отец, и Горшков с семьёй. Судьбы этих мечтателей также трагичны. Все несчастья, которые с ними происходят, они считают своей судьбой, «промыслом Божьим». Аполлон Григорьев высоко оценил образ Покровского-отца, отметив его сходство с отцом Горио Оноре де Бальзака. Имена служанки Терезы и слуги Фальдони из дома, в котором живёт Девушкин, были взяты Достоевским из другого романа в письмах: «Тереза и Фальдони, или Письма двух любовников, живущих в Лионе» Н. Ж. Леонара.
Даже сюжетно не вполне раскрытые персонажи важны. Среди них, например, старушка-сказочница, у которой Девушкин квартировал «чуть ли не двадцать лет», выполняющая роль хранительницы и продолжательницы устно-поэтических традиций, чем заметно повлиявшая на духовный облик и слог главного героя. На Вареньку аналогично большое нравственное и художественное влияние через сказки имела няня Ульяна Фроловна из крепостных крестьянок, неоднократно упоминаемая в «записках» и письмах. Прирабатывающая шитьём и вышиванием Федора, квартирная хозяйка Вареньки, является ещё одним подобным персонажем, отражающим фольклор городского простонародья. Варенька упоминает богомольные странствования Федоры, о которых та любит рассказывать. С Федоры начинается тема странничества-богомольщины в творчестве Достоевского.

## Отзывы и рецензии
Современная Достоевскому критика не оставила без внимания появление в печати первого произведения начинающего автора. Во многих авторитетных литературных журналах и газетах появились различные отзывы и рецензии критиков.

### Первое впечатление
Литературный критик Виссарион Белинский одним из первых прочитал рукопись «Бедных людей», признал в никому не известном юноше литературный талант, тем самым предоставив Достоевскому путёвку в литературный мир. Под влиянием отзывов Белинского, Григоровича и Некрасова о появлении в литературе «нового Гоголя» ещё до издания роман активно обсуждался в читающем Петербурге, что помимо прочего подтверждается в воспоминаниях литературного критика Валериана Майкова. Сам Достоевский 8 октября 1845 года пишет брату Михаилу: «… о „Бедных людях“ говорит уже пол-Петербурга», а 16 ноября добавляет: «… никогда, я думаю, слава моя не дойдет до такой апогеи, как теперь. Всюду почтение неимоверное, любопытство насчет меня страшное». Среди исследователей творчества писателя есть мнение, что Белинский печатно выразил свои впечатления о «Бедных людях», не раскрывая имени Достоевского, ещё в июле 1845 года в рецензии на произведение другого автора. В январе 1846, непосредственно перед изданием романа, Белинский заранее сообщал о появлении нового талантливого писателя. После выхода романа 21 января 1846 года в «Петербургском сборнике» Белинский получил возможность явно писать о романе и его авторе: "…в «Петербургском сборнике напечатан роман „Бедные люди“ г. Достоевского — имя совершенно неизвестное и новое, но которому, как кажется, суждено играть значительную роль в нашей литературе». Критик отметил необыкновенный талант молодого писателя, творчество которого началось с подобного произведения, и предсказал как последующие восторженные отклики, так и безусловное отрицание, сравнив Достоевского с Пушкиным и Гоголем. В это же время писателя посещает Владимир Соллогуб, которого роман привёл «в восторг».
С другой стороны, реакционная критика в лице Фаддея Булгарина, чтобы унизить новое литературное направление, программным произведением которой был воспринят роман «Бедные люди», впервые использует термин «натуральная школа». Это предопределило характер будущей полемики вокруг романа: обсуждалось не только произведение Достоевского, но и отношение к «натуральной школе» в целом. Уже 26 января в фельетоне «Журнальная всякая всячина» Булгарин сообщил: «Вскоре будет помещен в „Северной пчеле“ разбор „Петербургского  сборника“, а мы только скажем предварительно: „славны бубны за горами“». Одновременно с отзывом Булгарина в журнале Нестора Кукольника «Иллюстрация» печатается рецензия анонимного рецензента на «Петербургский сборник», в которой тот заявляет, что роман Достоевского лишён формы и перегружен утомительными подробностями, и отдаёт предпочтение «Петербургским вершинам» Якова Буткова. 30 января литературный критик Леопольд Брант в своей рецензии для «Северной пчелы» также отметил слишком замысловатое содержание нового романа Достоевского: «из ничего он вздумал построить поэму, драму, и вышло ничего, несмотря на все притязания создать нечто глубокое». При этом рецензент отмечал талант собственно писателя, а вину возлагал на чрезмерное влияние Белинского. Вскоре эту мысль подхватил и Булгарин, отметивший Достоевского как писателя «не без дарования», которого излишне захвалили сторонники «натуральной партии», что может помешать ему в дальнейшем: «…по городу разнесли вести о новом гении г. Достоевском <…> и стали превозносить до небес роман: „Бедные люди“. Мы прочли этот роман и сказали: бедные русские читатели! <…> Пусть он не слушается похвал натуральной партии и верит, что его хвалят только для того, чтоб унижать других». Данный вывод повторялся критиками в нескольких последующих номерах «Северной пчелы».
Критик Пётр Плетнёв писал, что роман ему напомнил творчество Гоголя и «почти не понравился», отметив положительно только романтические «Записки бедной девушки» о жизни Вареньки до описываемых в романе событий. Всё остальное, по мнению критика, было создано писателем через силу и без разделения описанных ощущений. Литературный критик Степан Шевырёв в статье о «Петербургском сборнике» во второй книжке «Москвитянина» назвал основным недостатком произведения — его социальную «филантропическую» направленность, преобладающую над художественной. Отмечая талант Достоевского и отдельные удачные фрагменты, как история о студенте Покровском, из-за явного влияния Гоголя критик не брался высказаться о будущем Достоевского. Историк литературы и цензор Александр Никитенко в статье для журнала «Библиотека для чтения» соглашался с оценкой Шевырёва, более сочувственно отзываясь о социально-аналитическом направлении романа. Критик высоко отметил психологический анализ главных персонажей, в то же время обратив внимание на злоупотребление этим анализом и излишнюю растянутость произведения. Аполлон Григорьев в своей статье для журнала «Финский вестник» хоть и возражал Булгарину, но в общей оценке не соглашался с Белинским. Разделяя мнение Шевырёва о социальной направленности произведения, Григорьев с позиции нравственно-религиозного назначения искусства отметил уклон к «ложной сентиментальности» в творчестве Достоевского, тем самым противопоставив его Гоголю. По мнению рецензента, опираясь на идеал христианской любви, Гоголь изображает своих персонажей так, чтобы «божественнее, благодатнее отпечатлелось на них христианское озарение», в то время как Достоевский чужд религиозному идеалу и «поклонился» изображаемым им «мелочным личностям». 9 февраля в рецензии для «Ведомостей С.-Петербургской городской полиции» Аполлон Григорьев противопоставил роман «Бедные люди» Достоевского и «Петербургские вершины» Буткова как две крайности. По мнению критика, «Достоевскому суждено, кажется — судя по огромным размерам его таланта, — довести школу до крайних граней <…> быть, так сказать, примиряющим звеном между Гоголем и Лермонтовым».
Белинский 1 февраля во втором номере «Отечественных записок» напротив заявил что «Бедные люди» и «Двойник» — «произведения, которыми для многих было бы славно и блистательно даже и закончить свое литературное поприще», свидетельствующие о «явлении нового необыкновенного таланта». Критик в очередной раз рекомендовал читателям Достоевского. 10 февраля в газете «Русский инвалид» также появилась положительная рецензия, отмечающая огромный талант Достоевского. Неизвестный критик обратил внимание на достоверность изображения несчастий бедного класса, оригинальный слог и благородное негодование автора «ко всему, что мы зовем малодушным и порочным». Достоевскому же посоветовал: «для полного успеха надобно составить свою публику <…> Едва успел он выйти на литературную сцену и уже встретил с одной стороны восторженных поклонников, с другой запальчивых порицателей, а это самое лучшее доказательство его талантливости». Позже Белинский ещё раз отводил нападки на роман со стороны реакции и «литературных староверов», развёрнуто оценив значение произведения. Несмотря на явное влияние Гоголя, с которым невозможно было спорить, Белинский подчёркивал, что Достоевского нельзя считать лишь его подражателем. Критик отмечал глубокое понимание писателем всей трагичности изображаемой им жизни, внутренней красоты и благородства души бедняков. Предрекая Достоевскому великое будущее критик писал: «Честь и слава молодому поэту, муза которого любит людей на чердаках и в подвалах и говорит о них обитателям раззолоченных палат: „Ведь это тоже люди, ваши братья!“».
Гоголь, с творчеством которого постоянно сравнивали «Бедных людей», прочитал роман в мае 1846 года. Оценив талант молодого Достоевского, писатель также называл недостатком большой объём произведения: «В авторе „Бедных людей“ виден талант, выбор предметов говорит в пользу его качеств душевных, но видно также, что он ещё молод. Много ещё говорливости и мало сосредоточенности в себе: всё бы оказалось гораздо живей и сильней, если бы было более сжато».

### Годичные обзоры литературы
„Бедные люди“ доставили своему автору громкую известность, подали высокое понятие о его таланте и возбудили большие надежды — увы! — до сих пор не сбывающиеся. Это, однако ж, не мешает „Бедным людям“ быть одним из замечательных произведений русской литературы. Роман этот носит на себе все признаки первого, живого, задушевного, страстного произведения. Отсюда его многословность и растянутость, иногда утомляющие читателя, некоторое однообразие в способе выражаться, частые повторения фраз в любимых автором оборотах, местами недостаток в обработке, местами излишество в отделке, несоразмерность в частях. Но всё это выкупается поразительною истиною в изображении действительности, мастерскою обрисовкою характеров и положении действующих лиц и, — что по нашему мнению, составляет главную силу таланта г. Достоевского, его оригинальность, — глубоким пониманием и художественным, в полном смысле слова, воспроизведением трагической стороны жизни
Роман оставался популярным среди читателей на протяжении всего 1846 года, но печатная полемика прекратилась после статьи Дмитрия Григоровича и возобновилась уже в начале 1847 года в годичных обзорах литературы за 1846 год.
В первом номере «Современника» выходит статья «Взгляд на русскую литературу 1846 года» Виссариона Белинского, в которой критик из-за накопившихся идейно-художественных расхождений с Достоевским уже относится к роману с меньшим восторгом, не уделив ему большого внимания. В очередной раз отметив талант писателя и поместив «Бедных людей» на первое место среди произведений прошлого года, Белинский обратил внимание на тот факт, что большинство читателей нашли роман утомительным. Также, по мнению критика, Достоевскому следовало бы почистить свой роман «от излишних повторений одних и тех же фраз и слов», впрочем, «извинительных для первого опыта». Валериан Майков в статье «Нечто о русской литературе в 1846 году» для «Отечественных записок» наоборот детально рассмотрел роман, отметив непривычный читателям оригинальный метод изображения действительности и в очередной раз сравнив Достоевского с Гоголем. Кроме сходства «эстетических начал» писателей Майков выделил психологический подход Достоевского, акцентирующего внимание на герое, в отличие от социального подхода Гоголя, для которого герой произведения важен как представитель определённого общественного класса. Критик назвал существенными сторонами творчества Достоевского интерес к личности и психологический анализ влияния общества на человека, в котором читатель каждый раз открывает что-то новое.
Эдуард Губер в своём обзоре также высоко оценил первый роман Достоевского, «молодого, сильного, но ещё шаткого, незрелого дарования», указав, однако, на излишние повторения, утомительное однообразие и чрезмерную длину произведения. Помимо этого Губер обратил внимание, что изначальные «восторженные похвалы» Белинского послужили причиной дальнейших неудач нового автора: «промахи, простительные в первом произведении, сделались грубыми ошибками во втором; недостатки выросли; что было сперва однообразно, потом сделалось скучным до утомления». Последней вышла статья Константина Аксакова в «Московском литературном и ученом сборнике на 1847 год», в которой критик отрицательно оценил роман. По мнению Аксакова, автор романа не показал художественного таланта, показав лишь случайные несвязные картины бедности и оставив хоть и тяжёлое впечатление, но «проходящее и не остающееся навсегда в вашей душе».
В газете «Московский городской листок» Аполлон Григорьев выразил несогласие Аксакову, отметив, что тяжёлое впечатление «оставляют и все почти создания Гоголя». В журнале «Финский вестник» также вышла статья анонимного автора с возражениями Аксакову. В ответ на отрицательные оценки Губера и Аксакова, а также выпады Булгарина, Белинский писал статьи в «Современнике», в которых отводил обвинения, отмечал талант Достоевского и называл «Бедных людей» «превосходной повестью» и лучшим произведением писателя. После выхода отдельного издания романа Белинский опубликовал ещё один развёрнутый анализ произведения, ставший единственной печатной рецензией книги. Критик в очередной раз назвал роман «одним из замечательных произведений русской литературы», повторив, однако, высказанные ранее замечания по поводу утомительной многословности и растянутости, а также избыточных повторах.
После завершения полемики вокруг годичных обзоров критики больше не возвращались к первому роману Достоевского. В 1850-х годах Аполлон Григорьев лишь упоминал о «Бедных людях». В 1861 году Николай Добролюбов вернулся к оценке романа, пытаясь определить связь между данным произведением, вышедшим романом «Униженные и оскорблённые» и другими ранними произведениями Достоевского. Критик показал, что уже в первом романе прослеживаются истоки основных тем и образов позднейших произведений писателя, тем самым заложив основы для позднейшей оценки «Бедных людей».

### Иностранные мнения
Уже в августе 1846 года в газете «Sankt-Petersburgische Zeitung» появилась статья о романе, анонимный автор которой отметил «гениальность» и «христианский характер» произведения, сравнив его по значимости с сентиментальным романом в письмах «Страдания юного Вертера» Иоганна Вольфганга Гёте. В сентябре в той же газете появился перевод на немецкий язык дневника Вареньки. В том же году в Лейпциге в журнале «Jahrbücher für slawische Literatur, Kunst und Wissenschaft» появилась статья Я. П. Иордана с высокой оценкой романа, включающая в себя также его краткий пересказ и мнения русской критики.
В июне 1850 года в Лейпциге в библиографических листках «Blätter für literarische Unterhaltung» ещё раз был отмечен редкий талант Достоевского, изобразившего истинный образ беднейшего класса Петербурга. Интерес к роману подтверждался польскими и французскими переводами отдельных частей произведения. Положительный отзыв на произведение был опубликован в польском журнале «Biblioteka warszawska». В 1855 году на французский язык был переведён отрывок под названием «La brodeuse» («Вышивальщица»). В 1863 году роман снова упоминается в статье, посвященной «Запискам из Мертвого дома», где отмечается его яркая «социально-поэтическая тенденция» и сочувствие беднейшему классу. Последующие переводы романа на иностранные языки были выполнены уже в 1880—1890-х годах.

## Художественные особенности

### Эпиграф
Эпиграфом к произведению («Ох уж эти мне сказочники! Нет чтобы написать что-нибудь полезное, приятное, усладительное, а то всю подноготную в земле вырывают!..») были выбраны строки из повести Владимира Одоевского «Живой мертвец», впервые опубликованной 3 февраля 1844 года в «Отечественных записках». Выбор эпиграфа, в частности, объясняется словами Макара Девушкина: «полно <…> о себе одном думать, для себя одного жить <…> оглянись кругом, не увидишь ли для забот своих предмета более благородного, чем свои сапоги!». Достоевский выбрал произведение, в котором поднималась проблема «круговой поруки» людей, связи отдельных поступков каждого человека с жизнью общества в целом.

### Эпистолярная форма
Роман представляет собой переписку его главных героев — Макара Девушкина и Вареньки Доброселовой. Эпистолярные романы характерны для просветительской прозы, известными примерами которой являлись «Юлия, или Новая Элоиза» Жан-Жака Руссо, «Страдания юного Вертера» Иоганна Гёте, «Тереза и Фальдони, или Письма двух любовников, живущих в Лионе» Н. Ж. Леонара. Отличие европейских романов от произведения Достоевского состоит в том, что в них переписку ведут интеллектуальные герои. Создавая «Бедных людей», Фёдор Михайлович не подражал европейским аналогам и не полемизировал с ними. Речь героев, изобилующая уменьшительными формами и отличающаяся сентиментальной чувствительностью, близка тому языку, который использовали в своих письмах родители Достоевского. С начала учёбы в Петербурге Достоевский состоял в переписке с отцом и братом Михаилом, в которой постоянно сетовал на бедность.
На выбор формы произведения повлиял и созданный образ главного героя, склонного к сочинительству. Эпистолярная форма помогла как более точно передать социальную судьбу «бедных людей», так и максимально возможно выразить их внутренний мир. При помощи романа в письмах Достоевский смог объединить описательный материал с эмоциональным. Писатель одновременно применяет методы тонкого микроанализа человеческой души, характерные для сентиментальных романов, и приёмы психологического романа-исповеди 1830—1840-х годов. Вместо автора говорят сами персонажи, что позволяет характеризовать их уровень духовной жизни, силу и слабость ещё и по используемому языку.

### Предмет художественного анализа
Ещё первые критики сразу отнесли роман к натуральной школе, опираясь на то, что главными действующими лицами произведения стали «маленькие люди». Кроме того влияние Гоголя было заметно в стиле текста, речи его персонажей. Однако молодой Достоевский обратился к «психологическому» или «сентиментальному» натурализму. Главным открытием автора и одновременно предметом его художественного анализа стало самосознание человека. Достоевский рассказал читателям про «амбицию» бедного человека, его оскорбленную гордость и жажду самооправдания. Автор позволил бедным людям рассказать о себе. Достоевский поместил двойственный петербургский мир бедности и роскоши в сознание «маленького человека» и позволил ему высказаться.
Майков отмечал, что автору «Бедных людей» общество интересно по влиянию на конкретную личность. В 1847 году в газете «Московский городской листок» Аполлон Григорьев в статье «Гоголь и его последняя книга» продолжает рассматривать «Бедных людей» как произведение «сентиментального натурализма». Белинский отмечал, что автор «Бедных людей» является одним из крупнейших талантов «натуральной школы».

### Признаки времени
Исследователями творчества писателя в романе было отмечено «великое множество культурно бытовых ситуаций и подробностей эпохи». Определённые социально-этнографические ряды влияют на внутрихудожественные связи произведения и его сюжетообразующие ходы:
- фольклорный: сказки, театр уличного шарманщика, крестьянские посиделки;
- ритуально-бытовой: обряды, свадьба;
- хозяйственно-культурный: вязание на спицах, вышивание, шитьё, переписывание[57].

### Город. Этнография
По словам Белинского, произведение стало первой попыткой создания в России социального романа из жизни города. В письмах главных героев постепенно возникает панорама Петербурга, отличающегося этнографической пестротой. В романе присутствуют или упоминаются представители около ста пятидесяти сословно-классовых и профессионально-трудовых групп и прослоек. Среди них рабочие-артельщики и пьяные мужики на Фонтанке, извозчики, крестьяне, дети-сироты и дети-нищие, разного рода бедные постояльцы и жильцы, служанки, кухарки, горничные, лакеи, чиновники разных классов, помещицы и купчихи; процентщики и ростовщики, превосходительные начальники, генералы и многие другие.

### Фольклор
Фольклор для Достоевского послужил ещё одним голосом действительности. В переписке главных героев так или иначе отражены многие жанры и виды народно-поэтического творчества. Фольклорные элементы и бегло упоминаются, и подробно разбираются, и являются принадлежностью речевогo стиля героев. Уже современники обратили внимание на сделанный Достоевским упор на устную, живую речь, городское просторечие. Неподдельная простота языка главных героев соответствует различному «пролетариату столицы»; фольклоризм в письмах отражен в той же степени, в которой он был свойственен этой социальной среде.